# بخش قطرویه
بخش قطرویه از توابع شهرستان نی‌ریز از استان فارس است.

## جمعیت
بنابر سرشماری مرکز آمار ایران، جمعیت بخش قطرویه شهرستان نیریز در سال ۱۳۹۵ برابر با ۱۵۶۴۲ نفر بوده‌است. جمعیت شهر قطرویه ۲۸۹۵ نفر است .
دهستان ریزاب :در ضلع شرقی بخش قطرویه با ۱۵۰۰ کیلومترمربع وسعت قرار دارد که ۱۱۵۶۶ نفر در این دهستان ساکنند.
پرجمعیت‌ترین نقطه مسکونی بخش یعنی شهرک امام با ۳۸۴۰ نفر طبق آمار سال ۹۵  در دهستان ریزاب است که حتی از جمعیت شهر قطرویه نیز بیشتر است.

## تقسیمات کشوری
- بخش قطرویه
  - دهستان ریزآب
  - دهستان قطرویه

در تاریخ ۹ بهمن ۱۳۹۱ خط مرزی بین استان های فارس و کرمان تغییراتی کرد و مزرعه چاه عمیق عشایری از دهستان ریزآب بخش قطروئیه شهرستان نیریز استان فارس منتزع و به دهستان گلستان بخش گلستان شهرستان سیرجان استان کرمان الحاق شد.

## پیشینه
در برخی از روایات پیشینه آن را به پیش از اسلام و به دوره سلطنت بهرام پنجم مشهور به بهرام گور ۳۸۸ ق م رسانده‌اند که البته هیچ مدرک و مآخذ علمی و قابل استفاده در این باره در دست نیست. در مسالک الممالک اصطخری از مکانی به عنوان قطره یاد شده که احتمالاً همان قطرویه است. مقدسی آن را کدرو خوانده و در یک منزلی نی‌ریز دانسته است.
ابن بلخی و به تبع آن حمدالله مستوفی تحت عنوان قطره یاد کرده‌است.
به گفته ابن بلخی شهرکی است با آب روان و هوای معتدل و غله و میوه فراوان.
حافظ ابرو در جغرافیای خود نوشته، قطره: شهرکی است. هوای معتدل دارد (و آب روان) و غله و میوه نیز باشد و نزدیک آن معدن آهن است و درو دستگاه آهنگری باشد 
- در مورد تاریخچه تقسیمات کشوری قطرویه:

بخش نی‌ریز در سال ۱۳۱۶ با ۳ دهستان حومه ، آباده طشک و مشکان ذیل شهرستان فسا تشکیل شد.
- شهرستان نی‌ریز در تاریخ ۱۷ اردیبهشت ۱۳۳۷ از شهرستان فسا جدا شد و مستقل گردید.[۵] با ارتقا بخش نی ریز به شهرستان ، با ۳ بخش مرکزی، آباده طشک و پشتکوه تصویب گردید. همزمان دهستان مشکان به بخش پشتکوه با مرکزیت روستای مشکان ارتقا یافت که شامل ۳ دهستان مشکان، قطرویه و ریزاب بود و در واقع دهستان قطرویه و ریزاب سال ۱۳۳۷ ایجاد شده است. در سال ۱۳۸۰ با انتزاع دو دهستان قطرویه و ریزاب از این بخش مشکان(پشتکوه)، بخش قطرویه به مرکزیت روستای قطرویه تشکیل گردید.در سال ۱۳۸۸ روستای قطرویه به شهر ارتقاء یافت.[۶]

## بناهای تاریخی
- قلعه بهرام گور معروف به نارنج قلعه که دارای یازده برج بوده‌است و بهرام برای تفریح به این قلعه می‌آمده‌است. دور تا دور آن قلعه خندقی وجود داشته که عرض آن ده متر و ارتفاع آن هفت متر بوده‌است. امروزه این قلعه خراب شده و تعدادی از مردم خانه‌هایی بر روی این قلعه بنا کرده‌اند.[۷]
- قلعه فاتح: قدمت این قلعه به حدود سیصد سال می‌رسد این قلعه در ابتدا به امیر حسین فاتح تعلق داشته‌است. اما پس از مرگ وی قسمتهایی از این قلعه که به دلیل گذر زمان آسیب دیده بود به دست فرزندش مرحوم هوشنگ خان فاتح تعمیر شد. بلندی دیوار این قلعه حدود سی متر است و دارای دو در ورودی یکی به نام خلوت و دیگری به نام اندرون بوده‌است. وقتی به در ورودی که خلوت است وارد می‌شویم دارای ۵ اتاق است که این ۵ اتاق متعلق به انبار گندم بوده‌است. اما هنگامی از طریق در ورودی دیگر که اندرون نام دارد عبور می‌کنیم وارد محوطه قلعه می‌شویم. در وسط حیاط حوض دایره‌ای شکل را مشاهده می‌کنیم که با سنگ‌های مکعب شکل تزیین شده‌است و اتاق‌ها به صورت دو طبقه بر روی هم قرار گرفته اندو در قسمتی که خان در آنجا استراحت می‌کرده بادگیری و جود داشته که امروزه قسمتهایی از این بادگیر خراب شده‌است.[۷]
- تکیه: یک بنای تاریخی دیگر که به نام تکیه معروف است که در آن زمان میرزا یوسف خزایی وعبدا… خزایی کلانتر و دهخدای این ده بوده‌اند که با همکاری یکدیگر این بنا را ساخته‌اند و جلوی در ب آن درخت توتی می‌باشد که در آن به طرف مشرق باز می‌شود وقتی وارد می‌شویم سمت راست سه اتاق و در سمت چپ یک اتاق و یک راهرو وجود دارد. در ماه محرم در تکیه مراسم سینه زنی و روضه خوانی برگزار می‌شده‌است یک منبر وجود داشته که بالای آن نوشته شده بود:

| بلند مرتبه شاهی ز صدر زین افتاد |  | اگر غلط نکنم عرش بر زمین افتاد |

گفتنی است که قدمت آن به حدود چهار صد سال قبل می‌رسد.
- برج نو: در زمان‌های قدیم به علت نا امنی فراوانی که وجود داشت این قلعه در میان چهار قنات خرم‌آباد ء صادق آبادءمحمد آباد ءحسن آباد ساخته شده بود که مردم مواد غذایی خود را در آنجا انبار می‌کردند که افراد مسلح از آن نگهبانی می‌دادند که قدمت آن به پانصد سال می‌رسد.[۷]
- قلعه بالا: این به‌دست افراد مهاجری که به این روستا آمده بودند ساخته شده‌است که بلندی دیوارهای آن حدود چهل متر می‌باشد که در ورودی آن به طرف مشرق باز می‌شود و در وسط حیات این قلعه دو سنگ بزرگ وجود داشته که به‌وسیلهٔ آن روغن کنجد و ذرت می‌گرفتند و در اطراف اتاقهای کوچک زیبائی ساخته شده‌است که معماری اسلامی اثر چشم‌گیری در معماری این قلعه داشته‌است و در کنار این قلعه آب قنات خرم‌آباد در جریان داشته‌است که این قلعه به قلعهٔ علی بگی شهرت دارد.[۷]
- عمارت آقا رضا خان: حدود چهل متر بلندی دیوارهای آن می‌باشد و دور تا دور آن هر طرف دویست متر که در سمت راست یک برج و در سمت چپ برج دیگری می‌باشد و داری دو در است که به طرف جنوب باز می‌شود ابتدا وقتی که وارد عمارت شویم سمت چپ قلعه روی هم رفته ده اتاق وجود دارد که به صورت دو طبقه روی هم قرار گرفته‌اند اگر کمی به پیش برویم وارد محوطه‌ای می‌شویم که اطراف آن اتاقهایی قرار گرفته‌است بین بیست و پنج تا سی می‌رسد که بیشتر اتاق‌ها برای انبار استفاده می‌کردند و هنگامی که وارد سمت راست قلعه می‌شویم حدود هشتاد الی نود اتاق وجود دارد اما به خاطر اینکه در آن زمان دیگر آقا رضا خان توان درست کردن آن را نداشته و به همین حالت باقی مانده‌است و به گفتی: یکی از اهالی این قلعه بیست و پنج سال زیر ساخت بوده‌است که قدمت آن به حدود نهصد سال پیش است.[۸]
- حمام: در قسمت جنوب خاوری قلعه بهرام گور حمامی وجود دارد که قدمت آن حدود نهصد سال می‌رسد که معماری آن کاملاً معماری اسلامی است و در ورودی آن به طرف شمال خاوری است وقتی که وارد آن می‌شویم دالان آن دایره‌ای شکل است که وسط آن یک حوض وجود دارد که اطراف آن اتاق‌های کوچکی قرار گرفته‌است که در زمان قدیم قهوه‌چی‌ها و آرایشگران در آنجا مشغول به کار بودند که این دالان از طریق یک راهرو با صحن حمام متصل می‌شود که در قسمتی از صحن حمام اتاق‌هایی برای دوش گرفتن وجود دارد و کوره حمام که در کنار حمام قرار گرفته‌است و از طریق یک راهرو به حمام متصل است که آب گرم از این کوره به تمام دوش‌های حمام در تماس است و سقف آن گنبدی شکل و سطح آن سنگ‌فرش بوده‌است که امروزه به علت تخریب قسمت‌های از آن را بازسازی کرده‌اند.

## پارک ملی قطرویه و منطقهٔ حفاظت شدهٔ بهرام گور
به تازگی قسمتی از «منطقه حفاظت شده بهرام گور» به «پارک ملی قطرویه» ارتقاء یافته‌است.
این منطقه دارای گونه های نایاب جانوری و گیاهی می باشد

## قابلیت‌های گردشگری منطقه
چون بهرام گور بین سه استان فارس، کرمان و یزد واقع شده و از سویی جاده شیراز، بندرعباس و کرمان از کنار این منطقه عبور می‌نماید از موقعیت بسیار مطلوبی برای جذب گردشگر برخودار است. وسعت زیاد منطقه و تنوع زیستی آن و آب و هوای نسبتاً خوب و دیدن گونه‌های گیاهی به ویژه در فصل بهار که سراسر محدوده را گل و سبزه فرا می‌گیرد و حیوانات وحشی متنوع منطقه خصوصاً جمعیت بسیار زیاد کبک که همگی انگیزه‌های مهم فراخوان توریست می‌باشد.

## اقلیم
متوسط سالیانه درجه حرارت در قطرویه بالغ بر هفده درجه سانتیگراد است. حداقل درجه حرارت منفی نه درجه و حداکثر مطلق آن چهل ویک درجه سانتیگراد است.
میزان کل بارندگی از سال هزار و سیصد و شصت و چهار تا پایان سال هزار و سیصد و هشتاد ویک یعنی طی هفده سال سه هزار و دویست و پنجاه و پنج میلی‌متر بوده‌است.
گرمترین ماه سال مرداد ماه و مرطوب‌ترین ماه اسفند ماه می‌باشد. جهت وزش بادها در تابستان از شرق به غرب و در زمستان از شمال به جنوب می‌باشد.

## کشاورزی قطرویه
مهمترین منبع درآمد در روستای قطرویه کشاورزی می‌باشد؛ که به صورت آبی است. این کشاورزی به صورت سنتی ولی آمیخته به تجاری است. محصولات آن گندم، جو، انار، بادام، پسته، پنبه، گنجد، گوجه، بادمجان، خیار و هندوانه است. کل مساحت زیر کشت محصولات مختلف سه هزار و نود و دو هکتار است و دو هزار و دویست و سی هکتار زمین آیش وجود دارد؛ و چهارصد هکتار بادام باغی بارور و هزار و دویست هکتار پسته بارور و پانصد هکتار انار بارور و چهار هکتار زیتون بارور در قطرویه وجود دارد.

## کارخانه فولاد  نی ریز
کارخانه تولید فولاد  نی ریز به لحاظ میزان تولید به عنوان عامل مهمی در تحرک اقتصادی و توسعه‌ای منطقه به‌شمار می‌رود.